# Cronicombra
Cronicombra é um gênero de mariposa pertencente à família Acrolepiidae.